# Jaki Liebezeit
Jaki Liebezeit (Dresda, 26 maggio 1938 – 22 gennaio 2017) è stato un batterista tedesco.
È stato uno dei fondatori del gruppo tedesco Can.
Durante la metà degli anni '60 fu un membro del quintetto di Manfred Schoof, tra i primi esponenti del free jazz europeo.
Liebezeit è al primo posto nella classifica dei migliori batteristi rock della storia del critico Piero Scaruffi.

## Biografia
Dopo lo scioglimento dei Can nel 1979, Liebezeit ha intrapreso una carriera solista e ha collaborato con numerosi artisti, spaziando dal jazz alla musica elettronica. Nel 1980 ha fondato i Phantom Band, con cui ha registrato diversi album.
Negli anni '80, Liebezeit ha collaborato con artisti come Brian Eno, Jah Wobble e Depeche Mode. Nel 1985 ha formato un duo con il musicista giapponese Damo Suzuki, ex cantante dei Can, che ha portato alla registrazione dell'album Meta-Modern Music nel 1986.
Negli anni '90, Liebezeit ha continuato a collaborare con musicisti di diversi generi, tra cui Burnt Friedman e gli Eurythmics. Nel 1997 ha formato il trio Club Off Chaos con il bassista di jazz Ingo Bischof e il chitarrista Dominik von Senger.
Nel 2001 Liebezeit ha collaborato con il musicista tedesco Hans-Joachim Roedelius per la registrazione dell'album Apropos Cluster. Nel 2010 ha collaborato con il musicista tedesco Schiller, comparendo in due brani dell'album Atemlos. Nel 2013 ha collaborato con il musicista sperimentale francese Bertrand Burgalat per la registrazione dell'album Toutes Directions.

## Discografia
- 1997, Pierre Bastien, Pascal Comelade, Jac Berrocal & Jaki Liebezeit, cd, Oblique Sessions, DSA, DSA54054